# Jennifer Kaytin Robinson
Jennifer Kaytin Robinson, född 4 april 1988 i Miami i Florida, är en amerikansk regissör, producent och manusförfattare. Hon är mest känd för att ha skapat MTV-serien Sweet/Vicious och Netflix-filmen Someone Great, samt för att ha skrivit manuset till Marvel Studios-filmen Thor: Love and Thunder, tillsammans med Taika Waititi. Hon har också skrivit, regisserat och producerat filmen Do Revenge, med Camila Mendes och Maya Hawke i huvudrollerna.

## Filmografi (i urval)

### Filmer
- 2019 – Someone Great (regissör, manusförfattare och exekutiv producent)
- 2020 – Unpregnant (manusförfattare)
- 2022 – Thor: Love and Thunder (manusförfattare)
- 2022 – Do Revenge (regissör, manusförfattare och producent)
- 2025 – I Know What You Did Last Summer (regissör och manusförfattare)

### TV-serier
- 2016 – Sweet/Vicious (TV-serie) (manusförfattare och producent)
- 2020 – Love Life (TV-serie) (regissör, i ett avsnitt)
- 2021 – Hawkeye (TV-serie) (konsultproducent)